# Jendouba
Jendouba (em árabe: جندوبة; romaniz.: Ǧandūba), chamada Souk El Arba até 1966 é uma cidade do noroeste da Tunísia, capital da província homónima. O município tem 9,87 km² de área e em 2004 tinha 43 997 habitantes (densidade: 4 457,6 hab./km²). A cidade é capital de duas delegações: Jendouba (ou Jendouba Sul) e Jendouba Norte, que em 2004 tinham, respetivamente, 68 597 e 44 195 habitantes.
A cidade situa-se a 60 km da fronteira argelina, 160 km a oeste-sudoest de Tunes e 70 km a sul de Tabarka (distâncias por estrada). Perto da cidade há dois importantes sítios arqueológicos, correspondentes a antigas cidades romanas e pré-romanas: Bula Régia e Chemtou (a antiga Simmithu). A primeira situa-se 10 km a norte da cidade e a segunda 20 km a oeste.
A cidade vive sobretudo da agricultura e conta com cinco liceus (escolas secundárias) e alberga a sede da Universidade de Jendouba e uma das suas escolas, o Instituto Superior de Ciências Humanas, além de uma escola de saúde.

## História

### Antecedentes e fundação
Jendouba reclama-se herdeira da antiga cidade de Bula Régia, possivelmente de origem númida, que depois foi cartaginesa e, após a queda de Cartago em 146 a.C. se tornou romana. Bula Régia alcançou o estatuto de município durante o século I a.C., o mesmo acontecendo a Simmithu. Bula Régia foi a principal cidade do noroeste do que é hoje a Tunísia, principalmente porque a sua localização estratégica na principal rota que ligava Cartago a Hipona era de importância vital.
Após a destruição e abandono de Bula Régia, durante muitos séculos não existiu qualquer cidade realmente importante nas planícies meridionais do rio Medjerda, apesar da região ter assistido à passagem de vagas de tribos vindas do Médio Oriente ou do interior.
A cidade atual surgiu e desenvolveu-se a partir de uma pequena estação ferroviária construída durante os primeiros anos da ocupação francesa e aberta ainda antes da instauração do protetorado francês, em 1 de setembro de 1879. A cidade começou por expandir-se no lado norte da linha de caminho de ferro, estendendo-se depois pouco a pouco para o lado sul a partir da última década do século XIX.

### Etimologia
O seu nome original, Souk El Arba, está diretamente ligado ao dia do soco (mercado) semanal, que se realizava na quarta-feira. Os habitantes das zonas rurais limítrofes vulgarizaram o nome "La Barraka", uma corruptela do francês "baraque", ou seja casas construídas em madeira.
Não há muitos estudos sobre a etimologia do topónimo Jendouba. Destacam-se duas versões sobre a origem do nome. Para o professor Tahar Mzai, nativo da região, Jendouba refere-se ao uma grande tribo que se sedentarizou nas planícies da região, como o fizeram as tribos Hkim, Wargha e Rbia. Provavelmente, devido à superioridade numérica, a tribo Jendouba, de origem provavelmente hilália, conquistou a soberania sobre as outras tribos e de toda a região. Outra tese, do historiador Hassen Hosni Abdelwaheb, exposta numa carta escrita ao conselho municipal em 1966, defende que durante o domínio otomano, desde a época dos deis murádidas e dos beis husseinitas, desde o século XI da Hégira (século XVIII do calendário gregoriano), até à atualidade, a região se chama Jendouba em referência a certas tribos hilálias que se sedentarizaram nas grandes planícies do Medjerda. De notar que o nome Jendouba existe também na Líbia, designando um território fronteiriço da região de Gariã.

### Resistência à colonização francesa

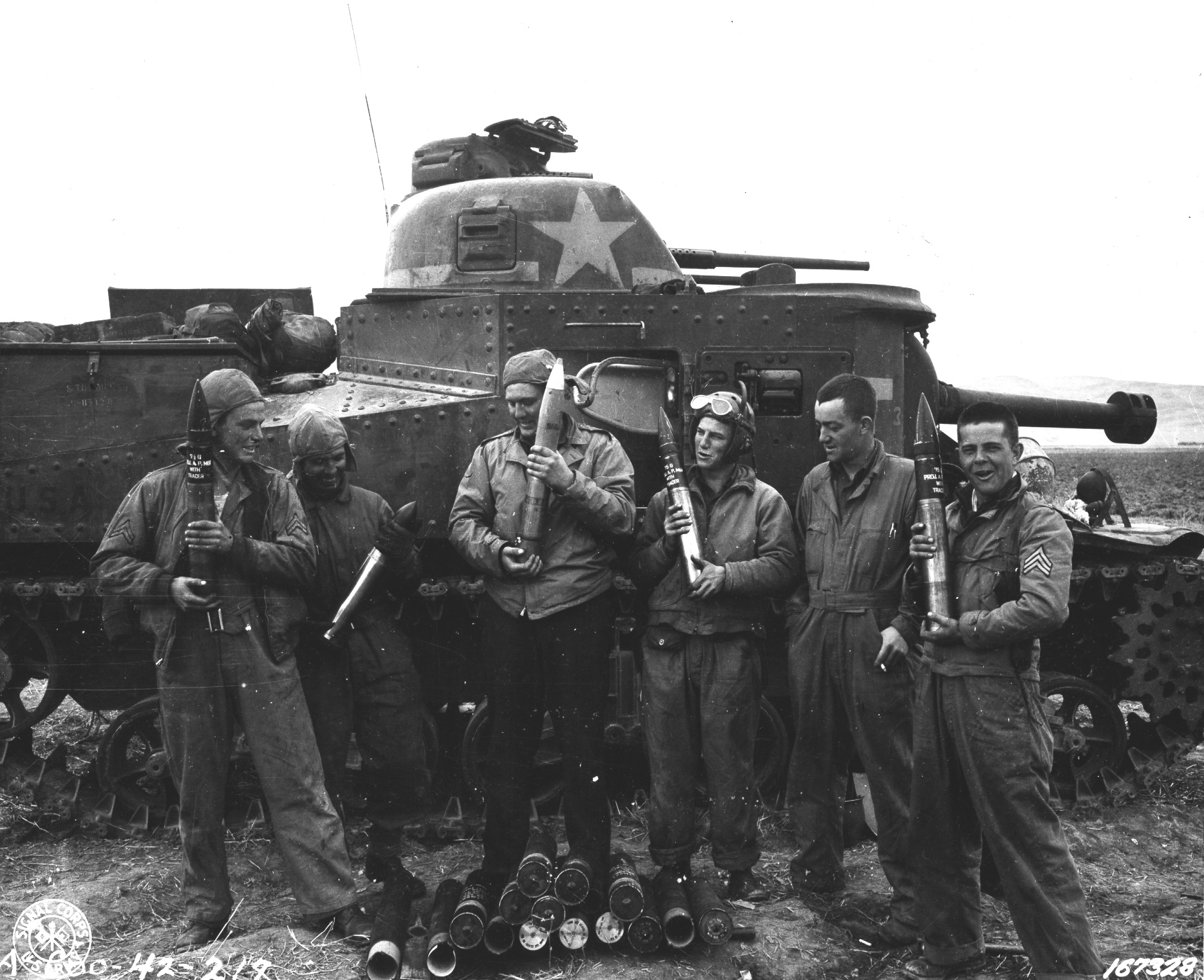
Um tanque M3 Stuart da 1º Divisão Blindada dos Estados Unidos em Souk El Arba, em 24 de novembro 1942, durante a Campanha da Tunísia da Segunda Guerra Mundial

Char M3 Stuart de la 1re division blindée des États-Unis et son équipage, le 24 novembre 1942, à Souk El Arba durant la campagne de Tunisie
A 3 de agosto de 1922 Jendouba foi palco de manifestações, durante o que ficou conhecido como os "acontecimentos de Souk El Arba", apesar de provavelmente esses eventos terem tido lugar em Souk El Khemis (atual Bousalem), 22 km a norte. Durante esse dia, em que se comemorava um feriado muçulmano, um colono prendeu dois habitantes locais, Romdhan Amdouni e Ali Belkhir Dridi, acusando-os de terem colhido uvas na sua propriedade. Depois de os prender, o colono crucificou os dois homens em duas árvores. Os ferimentos obrigaram a que as mãos dos crucificados fossem amputadas no dispensário local. Ao saberem do sucedido, os habitantes da cidade interromperam as festividades e fizeram uma manifestação. Para acalmar os ânimos, as autoridades francesas condenaram o colono, mas apenas a uma pena simbólica de oito meses de prisão com pena suspensa.
A região voltou a assistir a agitações promovidas por nacionalistas tunisinos em 4 de abril de 1938, uma manifestação que reuniu 2 000 pessoas em Oued Meliz, 23 km a oeste de Jendouba, para protestar contra a prisão n véspera do líder da secção do Destour, o partido independentista em Souk El Arba.
A 10 de novembro de 1949, 2 000 trabalhadores agrícolas da região, em particular da vila de Souk El Khemis, levaram a cabo uma greve para protestar contra o sistema colonial. A greve durou quatro meses, até março de 1950, e foi a greve mais longa do setor agrícola durante o período colonial. Terminou com uma melhoria dos salários, atribuição de abonos de família, prémios excecionais e redução do tempo de trabalho. No entanto, as autoridades francesas exercem represálias, substituindo 562 grevistas por trabalhadores de outras regiões, condenando-os assim ao desemprego e à mendicidade.